# Тасимов, Исмагил
Исмаги́л Таси́мов (1744—1787 гг.) (баш. Исмәғил Тасим улы) — башкиро-российский рудопромышленник, инициатор создания Горного училища в Санкт-Петербурге.

## Биография
Происходит из башкир деревни Куяново (Кояново) Гайнинской волости Осинской дороги (ныне село Кояново Пермского района Пермского края). Сын рудопромышленника Тасима Маметова. По историческим источникам известны старшие братья Исмагила — Ишмень и Рахман, и младший — Мухаметрахим. Самый старший из сыновей Тасима Маметова, Ишмень, занимался сельским хозяйством и домашним скотоводством. Мухаметрахим и Рахман, как и Исмагил, занимались рудопромышленным делом. Также известно о сыне Исмагила — Исхаке.
Исмагил Тасимов выдвинулся как рудопромышленник в середине 50-х годов XVIII века. Занимался поставками руды на Юговские заводы, Егошихинский, Мотовилихинский, Полевской и др. заводы. В 1755 году Исмагил Тасимов вместе с Козьмой Ломтевым привлекался Н. Г. Клеопиным к составлению свода горнозаводских судебных законов для нового Уложения Российской империи. Из сотен рудопромышленников региона именно они были выбраны для подготовки «ответствий» на вопросы подготовленные Берг-коллегией. Всего было прислано 28 основных и 16 дополнительных вопросов. Рудопромышленники смогли дать ответы на 18 основных вопросов и на все дополнительные.
Как и его отец, Исмагил, был уважаем своими односельчанами. Свидетельство тому — его роль поверенного своих односельчан в тяжбе с графом И. Г. Чернышёвым. Причины тяжбы заключались в том, что в конце 50-х годов XVIII века казённые заводы на которые Исмагил Тасимов и его односельчане ранее отправляли руду, перешли в собственность влиятельных царских сановников. Владельцем Юговских заводов стал граф И. Г. Чернышёв, а владельцем Егошихинского и Мотовилихинского заводов — граф М. И. Воронцов. И если граф М. И. Воронцов строго придерживался договорённостей с башкирскими рудопромышленниками, поставляющими руду на его заводы, то граф И. Г. Чернышёв решил не связывать себя прежними обязательствами. При Юговских заводах на тот момент находилось 32 частных гнездовых рудника, многие из которых принадлежали жителям Куяново — Тасимовым, Бекбулатовым, Иштугановым, Ирысовым, Усаевым и др. Вскоре после передачи Юговских заводов эти рудники были отобраны, а управляющий заводами Ф. И. Санников начал самовольно вывозить с этих рудников руду. В 1760 году Исмагил Тасимов и его односельчане подали несколько жалоб на действия управляющего, но они остались без ответа. Однако Тасимов не оставлял надежд добиться справедливости. Лишь в 1766 году канцелярией Главного правления сибирских, казанских и оренбургских заводов было принято решение взыскать с графа И. Г. Чернышёва деньги за присвоение им рудников и за поставленную башкирами руду и дело было передано для дальнейшего рассмотрения в Сенат. В 1769 году дело слушалось в Сенате и вызвало разногласия сенаторов. Тогда Тасимов обращается с прошением к императрице Екатерине II и лишь её вмешательство позволяет вернуть рудники и получить возмещение ущерба.
Сыграл Исмагил Тасимов значимую роль и в создании горного образования России. В 1771 году Исмагил Тасимов обратился в Берг-коллегию с челобитной. В челобитной предлагалось разрешить Исмагилу Тасимову и другим рудопромышленникам разрабатывать казённые рудники, на которых не велась работа, взамен же предлагались определённые льготы для казны при расчётах за поставленную руду. Важным предложением челобитной являлась просьба открыть при Юговских казённых медеплавильных заводах школу для подготовки специалистов горных дел из детей башкир-рудопромышленников.
Необходимость в специалистах, знающих горное дело, возникла уже в XV веке — в Россию приглашались горные мастера из Венгрии, Германии, Швеции.  Так, в 1713 году В. И. Геннин открыл при Олонецких заводах школу, где пытался организовать обучение горному делу. В неё были приняты 20 детей петербургских дворян, которые обучались арифметике, геометрии, рисованию, артиллерии и инженерному делу. В последующем приём был расширен, за счёт детей местных жителей. Несколько лет спустя, в 1721 году, В. Н. Татищев открывает две горных школы — в Кунгуре и на Уктусском заводе, однако уже через год преемник Татищева, В. И. Геннин переносит их в Екатеринбург. В 1734 году вернувшийся на Урал В. Н. Татищев пытается улучшить работу школы, но безрезультатно — прежде всего сказывается недостаток учителей. В 1739 году замораживается строительство каменного учебного здания школы и её библиотеки, сокращается число преподаваемых предметов. после восстановления Берг-коллегии А. Ф. Томилов предпринимает попытки расширить учебную программу школы, введя занятия по металлургии, механике, маркшейдерскому искусству, химии, географии, архитектуре, артиллерии, фортификации. Однако и здесь, вновь, сказалось отсутствие учителей по многим предметам.
В последние годы царствования Елизаветы I граф И. И. Шувалов выступил инициатором открытия высшего горного училища в Санкт-Петербурге, однако и эта инициатива не была реализована. Сами заводы попали в руки царедворцев и начали беспощадно эксплуатироваться, что довело их до состояния разрушения. После передачи этих заводов обратно в казну появилась необходимость в кадрах, способных восстановить их работу и, соответственно, в открытии специального учебного заведения. С этим по времени совпала и челобитная Тасимова, которое заинтересовала президента Берг-коллегии М. Ф. Соймонова. Был подготовлен соответствующий доклад в Сенат, в котором предлагалось открыть в Санкт-Петербурге Горный кадетский корпус на 50 казённокоштных и 50 своекоштных кадетов. Предполагалось, что в учебную программу корпуса должны были войти алгебра, геометрия, маркшейдерское искусство, минералогия, металлургия, рисование, химия, механика, физика, французский, немецкий и латинский языки.
Последнее известное упоминание Исмагила Тасимова приходятся на 1773 год и связано с событиями Крестьянской войны 1773—1775 годов. В декабре 1773 года карательная команда управителя вотчин и заводов князя Голицына, блокированная повстанческим отрядом Абдея Абдуллова в деревне Верхние Муллы, была освобождена карательным отрядом, возглавляемым Берглиным и Исмагилом Тасимовым.

## Память
- Постановлением Правительства Республики Башкортостан № 81 от 6 апреля 2006 года имя Исмагила Тасимова присвоено Акъярскому горному колледжу[1].
- В 2007 год на киностудии «Башкортостан» снят документальный фильм «Исмагил Тасимов и его наследие» (режиссёр А. Туйгунов, сценаристы А. Янбаева, М. Тимербулатов).
- 4 апреля 2007 года в Санкт-Петербургском государственном горном институте (техническом университете) открыта памятная доска[2].
- В октябре 2007 года открыта мемориальная доска в здании средней школы д. Кояново Пермского района Пермского края.
- В январе 2008 года открыт барельеф в Сибайском институте Башкирского государственного университета (ныне Уфимский университет науки и технологий).
- В 2010 году одна из улиц в Октябрьском районе Уфы получила имя Исмагила Тасимова.
- 17декабря 2024 года  на территории Горного Института УрО РАН города Перми открыт памятник.